# Michelle Yeoh
Michelle Yeoh (Ipoh, Malajzia, 1962. augusztus 6. –) Oscar- és Golden Globe-díjas kínai származású malajziai színésznő és táncosnő.

## Élete és pályafutása
Malajziában született, kínai származású szülők gyermekeként. Korán elkezdett balettozni, tanulmányait Londonban fejezte be. Hazatérte után részt vett egy szépségversenyen, ahol Malajzia szépségkirálynőjévé választották. Először reklámfilmekben szerepelt Jackie Chan oldalán, itt figyelt fel rá a hongkongi milliomos, Dickson Poon, aki filmszerepet ajánlott neki, később feleségül is vette. Házasságkötése után visszavonult a filmezéstől, 1992-ben, válását követően azonban visszatért a filmvászonra Jackie Chan, oldalán a Rendőrsztori 3 című filmben. 
1997-ben szerepet kapott A holnap markában című James Bond-filmben, mellyel hírnevet szerzett. A rendező – biztonsági és biztosítási okokra hivatkozva – nem engedte, hogy Yeoh egymaga, dublőr nélkül csinálja a veszélyes kaszkadőrjeleneteket.
Azóta olyan angol nyelvű produkciókban szerepelt, mint az Egy gésa emlékiratai vagy A múmia: A Sárkánycsászár sírja. Utóbbiban a szintén kínai akciósztár Jet Livel játszott együtt. Néhány filmjében Michelle Khan néven szerepel.
2023-ban a Minden, mindenhol, mindenkor című filmben nyújtott alakításáért elnyerte a legjobb női főszereplőnek járó Oscar-díjat. Ezzel az első ázsiai nő lett, aki elnyerte ezt az elismerést, az első maláj színész, aki Oscar-díjat kapott, és a második színesbőrű nő Halle Berry után, aki elnyerte a díjat.

## Magánélete
1988 és 1992 között Dickson Poon hongkongi vállalkozó felesége volt.
2004 óta Jean Todt, a Scuderia Ferrari Formula–1-es istálló korábbi csapatfőnökének jegyese. Felipe Massa Instagram-bejegyzése szerint a pár 2023. július 23-án összeházasodott. 

## Filmográfia

### Film
| Év   | Magyar cím                             | Eredeti cím                               | Szerep                              | Magyar hang       |
| ---- | -------------------------------------- | ----------------------------------------- | ----------------------------------- | ----------------- |
| 1984 |                                        | Mao tou ying yu xiao fei xiang            | Miss Yeung                          |                   |
| 1985 | Vigyázat, már megint nyomozunk!        | Xia ri fu xing                            | Judo oktató (cameo)                 | Ősi Ildikó        |
| 1985 |                                        | Huang jia shi jie                         | Ng felügyelő                        |                   |
| 1986 | Ultra Force – Hivatásos gyilkosok      | Wong ga jin si                            | Michelle Yip felügyelő              | Andresz Kati      |
| 1987 |                                        | Zhong hua zhan shi                        | Fok Ming-Ming                       |                   |
| 1987 |                                        | Tong tian da dao                          | Michelle Yeung Ling (Ning)          |                   |
| 1992 | Rendőrsztori 3.                        | Ging chaat goo si 3: Chiu kap ging chaat  | "Jessica" Yang Chien-Hua felügyelő  | Kiss Erika        |
| 1992 | Rendőrsztori 3.                        | Ging chaat goo si 3: Chiu kap ging chaat  | "Jessica" Yang Chien-Hua felügyelő  | Bertalan Ágnes    |
| 1993 | A hősies trió                          | Dung fong sam hap                         | Ching / Láthatatlan nő / 3-as számú |                   |
| 1993 |                                        | San lau sing wu dip gim                   | Lady Ko                             |                   |
| 1993 |                                        | Yin doi hou hap zyun                      | Ching / San / Carol                 |                   |
| 1993 |                                        | Mou hap chat gung jue                     | Ching Sze / To Col Ching            |                   |
| 1993 | Volt egyszer egy zsaru                 | Chiu kup gai wak                          | „Jessica” Yang Chien-Hua felügyelő  | Fazekas Zsuzsa    |
| 1993 | A sárkány árnyéka                      | Tai ji zhang san feng                     | Siu Lin / Qiu Xue                   |                   |
| 1994 |                                        | Xiao lin xiao zi II: Xin wu long yuan     | Ah King                             |                   |
| 1994 |                                        | 7 jin gong                                | Fong Ying                           |                   |
| 1994 |                                        | Wing Chun                                 | Yim Wing-Chun                       |                   |
| 1996 |                                        | Ah Kam                                    | Ah Kam                              |                   |
| 1997 |                                        | Song jia huang chao                       | Soong Ai-ling                       |                   |
| 1997 | A holnap markában                      | Tomorrow Never Dies                       | Wai Lin                             | Tóth Ildikó       |
| 1999 |                                        | Sing yuet tung wa                         | Sis Michelle                        |                   |
| 2000 | Tigris és sárkány                      | Wo hu cang long                           | Yu Shu Lien                         | Kéri Kitty        |
| 2002 |                                        | Tian mai zhuan qi                         | Pak Yin Fay                         |                   |
| 2004 | Ezüstsólyom                            | Fei Ying                                  | Lulu Wong / Ezüst Sólyom            | Pikali Gerda      |
| 2005 | Egy gésa emlékiratai                   | Memoirs of a Geisha                       | Mameha                              | Ráckevei Anna     |
| 2006 | Félelem nélkül                         | Huo Yuan Jia                              | Ms. Yang                            |                   |
| 2007 | Napfény                                | Sunshine                                  | Corazon                             | Pikali Gerda      |
| 2007 |                                        | Far North                                 | Saiva                               |                   |
| 2008 | A selyemút árvái                       | The Children of Huang Shi                 | Mrs. Wang                           | Igó Éva           |
| 2008 | Babylon A.D.                           | Babylon A.D.                              | Rebeka nővér                        | Kovács Nóra       |
| 2008 | A múmia: A Sárkánycsászár sírja        | The Mummy: Tomb of the Dragon Emperor     | Zi Yuan                             | Fehér Anna        |
| 2010 | Igaz legenda                           | Su Qi-er                                  | Yu nővér                            | Zborovszky Andrea |
| 2010 |                                        | Jian yu                                   | Zeng Jing / Xi Yu (Drizzle)         |                   |
| 2011 | Kung Fu Panda 2.                       | Kung Fu Panda 2                           | A jövendőmondó (hangja)             | Györgyi Anna      |
| 2011 |                                        | The Lady                                  | Aung San Suu Kyi                    |                   |
| 2013 |                                        | Final Recipe                              | Julia Lee                           |                   |
| 2016 | Tigris és sárkány 2. – A végzet kardja | Wo hu cang long: Qing ming bao jian       | Yu Shu Lien                         |                   |
| 2016 | A mestergyilkos – Feltámadás           | Mechanic: Resurrection                    | Mei                                 | Vándor Éva        |
| 2016 | Morgan                                 | Morgan                                    | Dr. Lui Cheng                       | Bertalan Ágnes    |
| 2017 | A galaxis őrzői vol. 2.                | Guardians of the Galaxy Vol. 2            | Aleta Ogord (cameo)                 | Farkasinszky Edit |
| 2018 | Kőgazdag ázsiaiak                      | Crazy Rich Asians                         | Eleanor Young                       | Kovács Nóra       |
| 2018 | Z mester – Ip Man öröksége             | Yip Man ngoi zyun: Cheung Tin Chi         | Tso Ngan Kwan                       | Radó Denise       |
| 2019 | Múlt karácsony                         | Last Christmas                            | Mikulás / Huang Qing Shin           | Kubik Anna        |
| 2021 | Boss Level – Játszd újra               | Boss Level                                | Dai Feng                            | Bertalan Ágnes    |
| 2021 | Lőpor turmix                           | Gunpowder Milkshake                       | Florence                            | Fehér Anna        |
| 2021 | Shang-Chi és a tíz gyűrű legendája     | Shang-Chi and the Legend of the Ten Rings | Ying Nan                            | Fehér Anna        |
| 2022 | Minden, mindenhol, mindenkor           | Everything Everywhere All at Once         | Evelyn Wang                         | Bertalan Ágnes    |
| 2022 | Minyonok: Gru színre lép               | Minions: The Rise of Gru                  | Master Chow mester (hangja)         | Bognár Gyöngyvér  |
| 2022 | Tomboló blöki                          | Paws of Fury: The Legend of Hank          | Yuki (hangja)                       | Makay Andrea      |
| 2022 | Jók és Rosszak Iskolája                | The School for Good and Evil              | Emma Anemone professzor             | Pikali Gerda      |
| 2023 | Transformers: A fenevadak kora         | Transformers: Rise of the Beasts          | Légpenge (hangja)                   | Fehér Anna        |
| 2023 | Szeánsz Velencében                     | A Haunting in Venice                      | Joyce Reynolds                      | Kubik Anna        |
| 2024 | Wicked                                 | Wicked                                    | Madame Morzalom                     | Kubik Anna        |
| 2025 | Star Trek: A 31-es szekció             | Star Trek: Section 31                     | Philippa Georgiou                   |                   |